# Lepanthes longiracemosa
Lepanthes longiracemosa är en orkidéart som beskrevs av Ernesto Foldats. Lepanthes longiracemosa ingår i släktet Lepanthes och familjen orkidéer. Inga underarter finns listade i Catalogue of Life.